# Безнадежни случај из корпе 3: Потомство
Безнадежни случај из корпе 3: Потомство (енгл. Basket Case 3: The Progeny) амерички је комични хорор филм из 1991. године, режисера и сценаристе Френка Хененлотера, са Кевином ван Хентенриком, Ени Рос и Џексоном Фауом у главним улогама. Представља директан наставак филма Безнадежни случај из корпе 2 (1990) и радња наставља да прати близанце Двејна и Белијала Бредлија.
Филм је премијерно приказан у октобру 1991. Добио је осредње оцене критичара и публике. У рецензији часописа Варајети наводи се да је филм чудан микс хорора и тематике цртаних филмова, са снажном поруком о нетолеранцији. Продукцијска кућа Твентит сенчури фокс објавила је ДВД верзију 2004. године, а Synapse Films је 8 година касније дистрибуирао ново издање.
Ово је последњи део серијала Безнадежни случај из корпе.

## Радња
Седам месеци након догађаја из претходног дела, бака Рут води све на путовање, у посету њеном бившем мужу др Халу Роквелу, који ће јој помоћи око порођаја Белијалове девојке Ив. Наказе улазе у отворен сукоб са полицајцима, предвођеним шерифом Грифином, који убије неколико Белијалових и Ивиних беба.

## Улоге
| Глумац              | Улога              |
| ------------------- | ------------------ |
| Кевин ван Хентенрик | Двејн Бредли       |
| Ени Рос             | бака Рут           |
| Џексон Фау          | Бејли              |
| Џим Гримшо          | Бакстер            |
| Џери Џ. Вајт        | Банер              |
| Ден Бриџерс         | ујка Хал Роквел    |
| Џим О’Доерти        | мали Хал           |
| Гил Ропер           | шериф Грифин       |
| Тина Луиза Хилберт  | Опал               |
| Беверли Бонер       | менаџер брзе хране |
| Тим Вер             | полицајац Бренан   |
| Карла Морел         | близнакиња         |
| Кармел Морел        | близнакиња         |